# Ian Carmichael
Ian Carmichael (Kingston upon Hull, 18  juni 1920 - Esk-vallei (North Yorkshire), 5 februari 2010) was een Engels acteur.
In de jaren 1950 en 1960 speelde Carmichael mee in verschillende films. Hij was ook bekend als vertolker van de adellijke privédetective Lord Peter Wimsey in de televisiefilms naar de boeken van schrijfster Dorothy L. Sayers en als Bertie Wooster in de televisiereeks The World of Bertie Wooster, naar het werk van P.G. Wodehouse.

## Filmografie (selectie)
- 1948: Bond Street – regie: Gordon Parry
- 1954: Betrayed – regie: Gottfried Reinhardt
- 1955: The Colditz Story – regie: Guy Hamilton
- 1955: Storm Over the Nile – regie: Zoltan Korda, Terence Young
- 1955: Private's Progress – regie: John Boulting
- 1957: Lucky Jim – regie: John Boulting
- 1958: Happy is the Bride – regie: Roy Boulting

- Biblioteca Nacional de España: XX4945093
- Bibliothèque nationale de France: cb14066762w (data)
- Gemeinsame Normdatei: 172740525
- International Standard Name Identifier: 0000 0001 1673 5907
- Library of Congress Control Number: n79101427
- MusicBrainz: 349edfd6-673f-4c15-880d-3d63e0ca85ba
- Nationale Bibliotheek van Tsjechië: xx0151568
- Nationale Bibliotheek van Israël: 987008729231005171
- Nederlandse Thesaurus van Auteursnamen: 073715026
- SNAC: w67v25jm
- Système universitaire de documentation: 086037137
- Virtual International Authority File: 75132970
- WorldCat: E39PBJjmPgCWBVBy4MFxqWfDv3